# Ford Kuga
Ford Kuga är en så kallad crossover från Ford. I USA heter samma modell Ford Escape och erbjuds med andra motoralternativ. Ford Kuga tillverkas i Valencia, Spanien av FMC (Ford Motor Company) och importeras till Sverige av HMC (Hedin Motor Company).
Första modellen Kuga gjordes mellan år 2008-2011 och hade fyrhjulsdrift (av haldextyp), man har tidigare bara haft ett par Pickup-modeller med fyrhjulsdrift officiellt till salu i Sverige. I Sverige började Kuga säljas med en 2.0 l TDCI dieselmotor på 136hk med manuell växellåda 2008.
2011 kom två dieselmotorer 2.0 TDCi (140 hk/320 Nm) eller (163 hk/340 Nm) och en 2.5 Turbo bensinmotor (200 hk/320 Nm) från Volvo med manuell växellåda eller en dubbelkopplingslåda, en automatlåda som på Fordspråk kallas Powershift.
2011-2013 kom första faceliften. 
2013-2017 kom Kuga i ny modell och erböjds med både bensin- och dieselmotor. 1.5 och 1.6L bensinmotorer med FWD eller AWD. Dieselvarianterna 2.0TDCi fanns i effekterna 115 upp till 180hk, där den vanligaste motorn var 2.0TDCi med 163hk.
2017-2020 gjordes en ny facelift och även en ordentlig uppdatering av bilens funktioner. Modellen erbjöds i nivåerna Titanium, ST-line och Vignale. Invändigt erbjöds nu underhållningsplattformen SYNC3 med kompatibilitet för Apple Car Play och Android Auto. Stor framgång gjordes i försäljning av den populära 2.0TDCi 180hk dieselmotorn med AWD. Bensinvarianten 1.5 EcoBoost 150hk samt 182hk fanns även parallellt med både RWD och AWD.
2020 kom nya Ford Kuga och nu introducerades även en drivlina med Plug-In Hybrid. 2.5 liter Atkinsonmotor med 14.4kWh batteri gav 225hk och 56km elräckvidd WLTP. FHEV Elhybrid med AWD finns även. Modellen erbjöds som Titanium, ST-line, ST-line X samt Vignale. Kuga fanns även fram till 2021 som diesel, men den fasades bort. 2021 fick Plug-In hybriden utökad räckvidd till 64km WLTP.